# 布龙
布龙（法語：Bron，法語發音：[bʁɔ̃]），法国东部城市，奥弗涅-罗讷-阿尔卑斯大区的一个市镇，原属于罗讷省，自2015年起成为里昂大都会的一部分。
布龙位于里昂市区东部偏南，是一个重要的近郊卫星城，其市镇面积为10.3平方公里，2022年1月1日时人口数量为42,850人，在法国城市中排名第174位。
前法国国家足球队运动员卡里姆·本泽马曾在此地度过童年。

## 地名来源
“布龙”一名来源于古拉丁语单词，意为“泉水之源”，最初出现于中世纪以前，可能与当时当地的自然景观有关。

## 历史

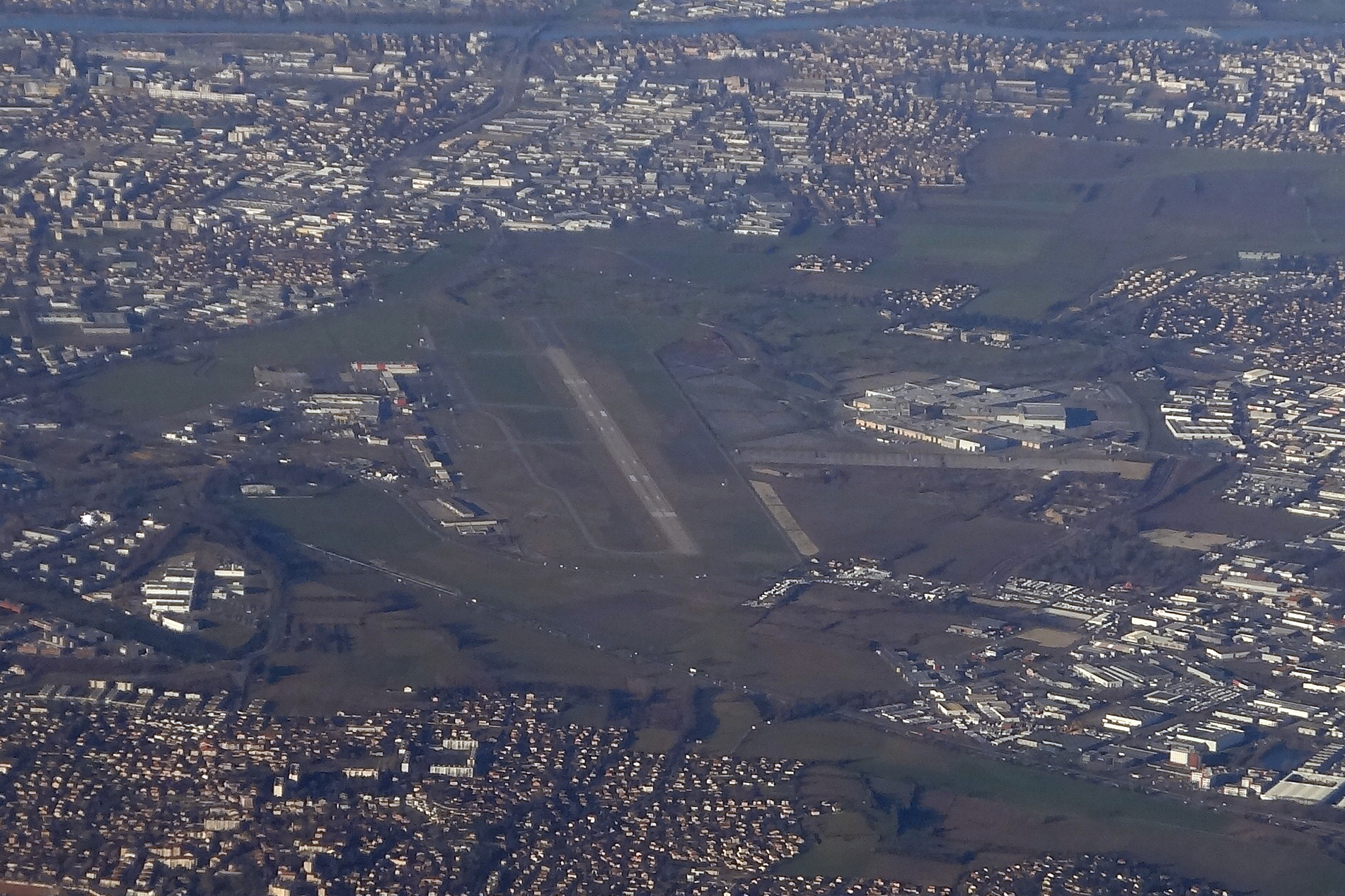
鸟瞰里昂-布龙机场

布龙历史上长期为里昂附近的一个小村落，曾在斯特拉波的地理学著作中被提及。中世纪后为多菲内的一块领地，1349年，维埃纳的于贝尔二世通过《罗芒条约》将此地转让给了腓力六世，成为法兰西王室领土。法国大革命结束后，布龙成为伊泽尔省的一个市镇，1852年改划至罗讷省管辖。19世纪中后期，随着工业革命的发展及里昂的城市扩张，布龙成为一座重要的卫星城和居民区，人口数量由1861年的0.1万增加到了1931年的1.2万。同时，布龙境内出现了军事基地，并由此修建了布龙城堡和里昂-布龙机场，后者在二战后成为里昂的民用航空机场，直到1975年里昂的民用航空服务全部转移至新建成的里昂圣埃克絮佩里机场。2015年，布龙成为里昂大都会的一部分。

## 地理
布龙位于法国东部偏南，奥弗涅-罗讷-阿尔卑斯大区中部，距离里昂市区大约3公里。与布龙接壤的市镇包括：沃昂沃兰、韋尼雪、维勒班、沙雪、聖普列斯特、里昂。

### 地形
布龙位于一处平原之上，境内地势起伏较小，全境海拔在183到221米之间。

### 水文
布龙属于罗讷河流域，但境内缺乏大型天然水域。

### 植被
布龙市区南部的帕里伊公园是里昂附近重要的城市绿地公园。

### 气候
布龙在柯本气候分类法中属于带有地中海特征的温带海洋性气候。
布龙境内设有气象站，以下为该气象站的数据：
| 布龙气象站1981年－2019年 | 布龙气象站1981年－2019年 | 布龙气象站1981年－2019年 | 布龙气象站1981年－2019年 | 布龙气象站1981年－2019年 | 布龙气象站1981年－2019年 | 布龙气象站1981年－2019年 | 布龙气象站1981年－2019年 | 布龙气象站1981年－2019年 | 布龙气象站1981年－2019年 | 布龙气象站1981年－2019年 | 布龙气象站1981年－2019年 | 布龙气象站1981年－2019年 | 布龙气象站1981年－2019年 |
| 月份                     | 1月                      | 2月                      | 3月                      | 4月                      | 5月                      | 6月                      | 7月                      | 8月                      | 9月                      | 10月                     | 11月                     | 12月                     | 全年                     |
| ------------------------ | ------------------------ | ------------------------ | ------------------------ | ------------------------ | ------------------------ | ------------------------ | ------------------------ | ------------------------ | ------------------------ | ------------------------ | ------------------------ | ------------------------ | ------------------------ |
| 历史最高温 °C（°F）      | 19.1 (66.4)              | 21.9 (71.4)              | 25.7 (78.3)              | 30.1 (86.2)              | 34.2 (93.6)              | 38.4 (101.1)             | 40.4 (104.7)             | 40.5 (104.9)             | 35.8 (96.4)              | 28.4 (83.1)              | 23 (73)                  | 20.2 (68.4)              | 40.5 (104.9)             |
| 平均高温 °C（°F）        | 6.4 (43.5)               | 8.4 (47.1)               | 13 (55)                  | 16.3 (61.3)              | 20.8 (69.4)              | 24.6 (76.3)              | 27.7 (81.9)              | 27.2 (81.0)              | 22.7 (72.9)              | 17.4 (63.3)              | 10.8 (51.4)              | 7.1 (44.8)               | 16.9 (62.4)              |
| 日均气温 °C（°F）        | 3.4 (38.1)               | 4.8 (40.6)               | 8.4 (47.1)               | 11.4 (52.5)              | 15.8 (60.4)              | 19.4 (66.9)              | 22.1 (71.8)              | 21.6 (70.9)              | 17.6 (63.7)              | 13.4 (56.1)              | 7.5 (45.5)               | 4.3 (39.7)               | 12.5 (54.5)              |
| 平均低温 °C（°F）        | 0.3 (32.5)               | 1.1 (34.0)               | 3.8 (38.8)               | 6.5 (43.7)               | 10.7 (51.3)              | 14.1 (57.4)              | 16.6 (61.9)              | 16 (61)                  | 12.5 (54.5)              | 9.3 (48.7)               | 4.3 (39.7)               | 1.6 (34.9)               | 8.1 (46.6)               |
| 历史最低温 °C（°F）      | −23 (−9)                 | −22.5 (−8.5)             | −10.5 (13.1)             | −4.4 (24.1)              | −3.8 (25.2)              | 2.3 (36.1)               | 6.1 (43.0)               | 4.6 (40.3)               | 0.2 (32.4)               | −4.5 (23.9)              | −9.4 (15.1)              | −24.6 (−12.3)            | −24.6 (−12.3)            |
| 平均降水量 mm（）        | 47.2 (1.86)              | 44.1 (1.74)              | 50.4 (1.98)              | 74.9 (2.95)              | 90.8 (3.57)              | 75.6 (2.98)              | 63.7 (2.51)              | 62 (2.4)                 | 87.5 (3.44)              | 98.6 (3.88)              | 81.9 (3.22)              | 55.2 (2.17)              | 831.9 (32.75)            |
| 月均日照時數             | 73.9                     | 101.2                    | 170.2                    | 190.5                    | 221.4                    | 254.3                    | 283                      | 252.7                    | 194.8                    | 129.6                    | 75.9                     | 54.5                     | 2,002                    |
| 来源：infoclimat.fr      |                          |                          |                          |                          |                          |                          |                          |                          |                          |                          |                          |                          |                          |

## 行政区划
布龙是法国奥弗涅-罗讷-阿尔卑斯大区罗讷省的一个市镇，编号为69029。因里昂大都会的特殊地位（具有一些省级行政权力），故有时布龙又被认为独立于罗讷省。
布龙市镇被划为6个街区，并实行街区自治制度。
法国国家统计与经济研究所（简称）在进行数据统计时，将布龙划入里昂城市核心区和里昂城市区。
同时，还将布龙市镇分为了16个“块区”（IRIS），以便于统计人口分布情况。

## 交通

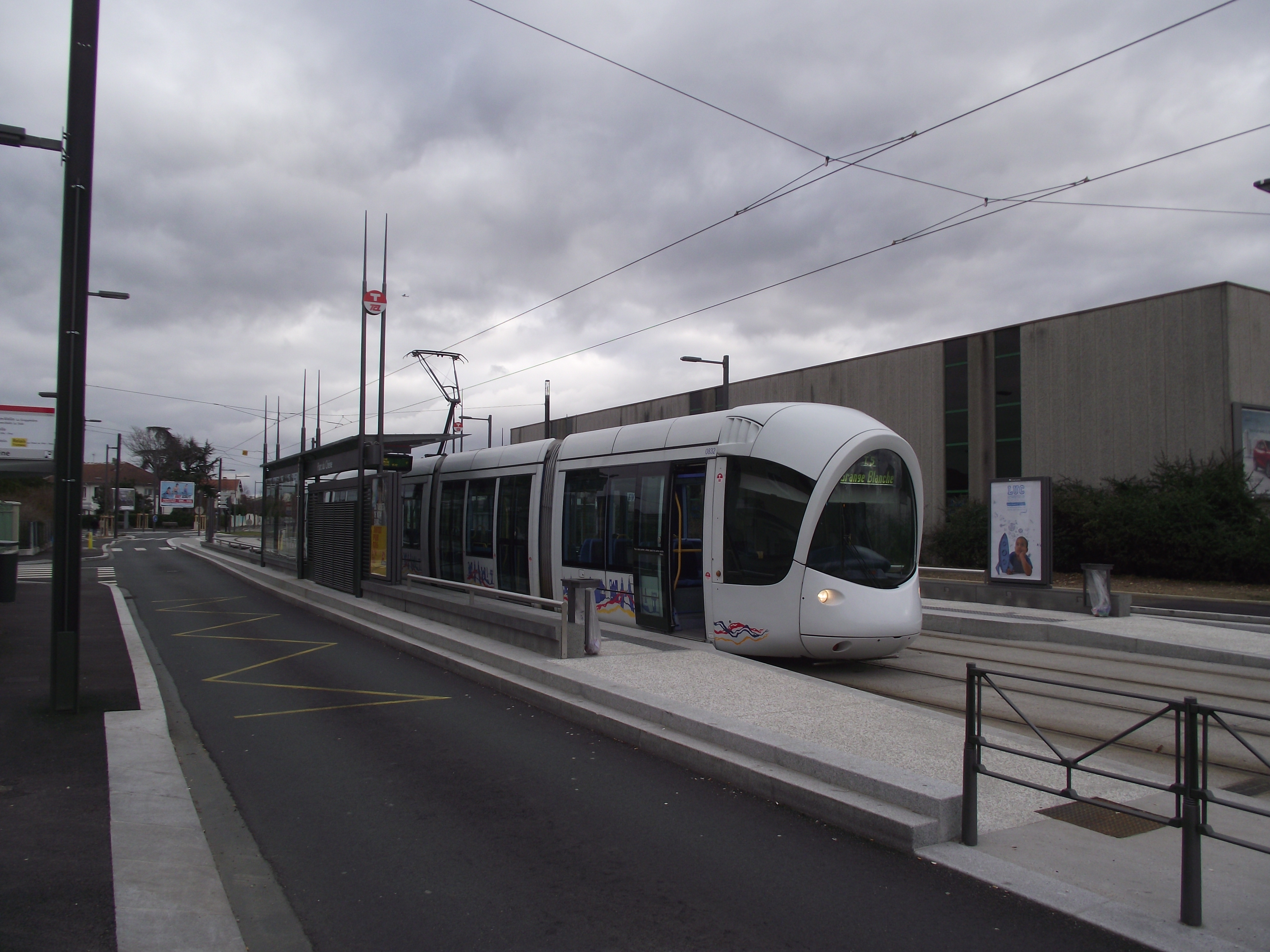
里昂有轨电车T5线“橡树公园站”

### 道路设施
里昂环城大道东段经过布龙境内，并设有多个出入口，法国A43高速公路亦从布龙出发向东南延伸。
2015年，70.7%的布龙家庭拥有至少一辆的私人汽车。2016年，布龙境内共发生各类交通事故37起，造成44人受伤。

### 对外交通
距离布龙最近的公路和铁路客运站为里昂帕尔迪厄站，后者为法国东部的重要交通枢纽。
里昂-布龙机场位于布龙以东的沙雪境内，该机场在1975年以前为里昂的主要民用航空机场，现为一个飞行场，供当地空军基地使用。距离布龙最近的民用航空站为里昂圣埃克絮佩里机场，车程在半小时以内，该机场开行前往欧洲及北非主要城市的航班。

### 城市公共交通
里昂地铁D线的梅尔莫兹·皮内勒站位于布龙境内西南部。
里昂有轨电车T2线、T5线和T6线以及数十条里昂公交均经过维勒班境内。

## 政治

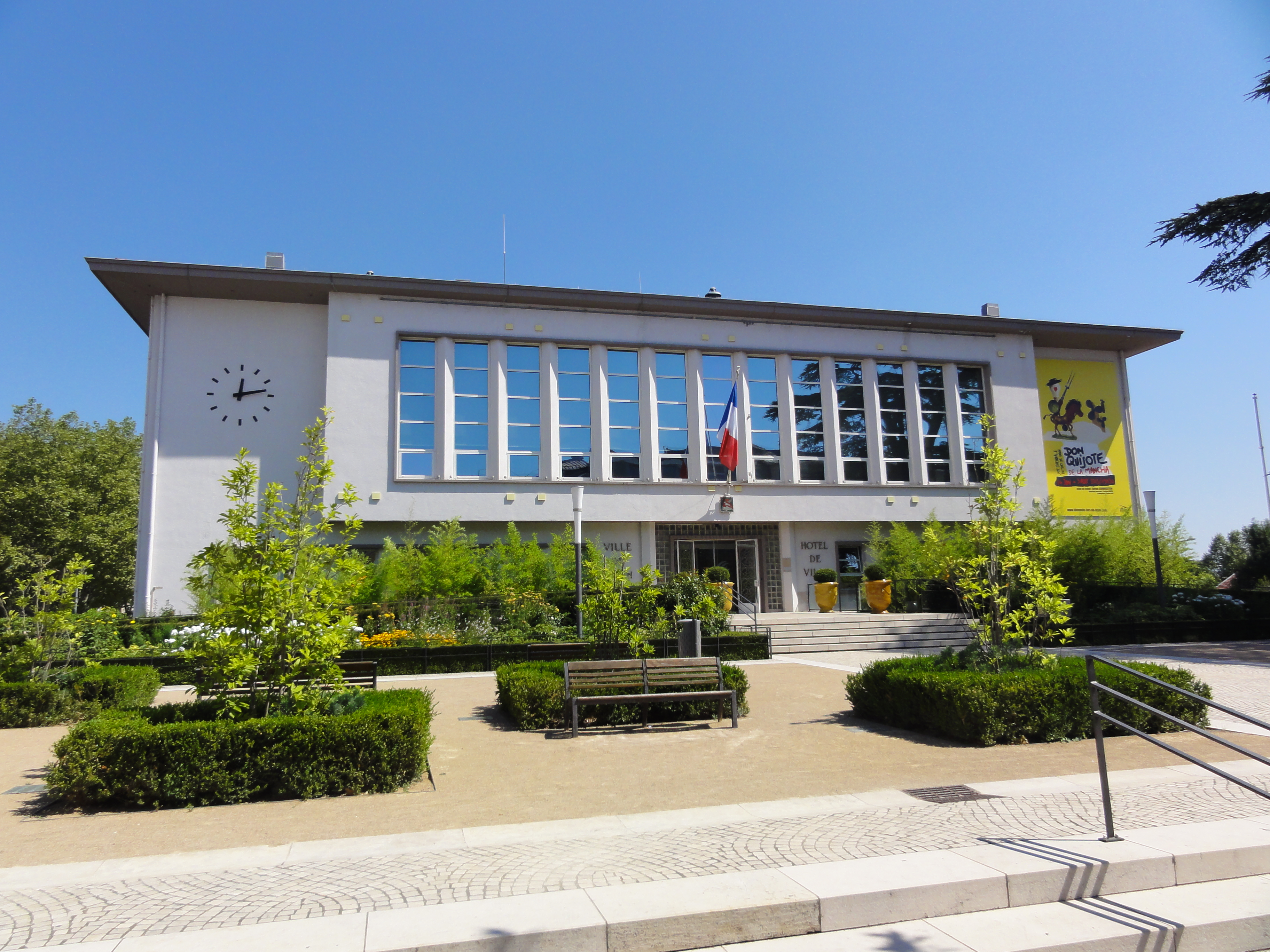
布龙市政府

布龙的现任市长为热雷米·布雷奥（Jérémie Bréaud）先生，他是共和党的一名成员，在2020年的市政选举中获得了51.23%的支持率。
在2017年的法国总统大选中，法国第25任总统埃马纽埃尔·马克龙在布龙获得了74.54%的支持率。
| 布龙历届市长   |                    |          |
| 任期           | 市长               | 党派     |
| 1944年－1947年 | 马里尤斯·勒杜      | 不详     |
| 1947年－1949年 | 夏尔·法甘          | 不详     |
| 1950年－1953年 | 亨利·奥利维耶      | 不详     |
| 1953年－1965年 | 路易·贝菲厄        | 不详     |
| 1965年－1971年 | 西吉斯蒙·布里西    | 不详     |
| 1971年－1989年 | 安德烈·苏西        | PS社会党 |
| 1988年－1989年 | 保罗·拉韦尔        | PS社会党 |
| 1989年－1997年 | 让-雅克·凯拉纳     | PS社会党 |
| 1997年－1999年 | 乔治·贝尔南        | PS社会党 |
| 1999年－2015年 | 安妮·吉耶莫        | PS社会党 |
| 2015年－2020年 | 让-米歇尔·隆格瓦尔 | PS社会党 |
| 2020年－       | 热雷米·布雷奥      | LR共和黨 |

## 人口
2017年，布龙市镇人口数量为41,543，在法国排名第174位。其中男性19,599人，女性21,461人，75岁及以上人口占7.8%，外籍人口数量为5,217人，人口密度为4,033人/平方公里，当地居民被称为（男性）或（女性）。2018年，布龙境内出生622人，死亡人口250人。
| 年份   | 1936   | 1946   | 1954   | 1962   | 1968   | 1975   | 1982   | 1990   | 1999   | 2006   | 2011   | 2016   | 2017   |
| ------ | ------ | ------ | ------ | ------ | ------ | ------ | ------ | ------ | ------ | ------ | ------ | ------ | ------ |
| 人口數 | 13 161 | 12 597 | 14 195 | 26 959 | 41 619 | 44 563 | 40 638 | 39 683 | 37 369 | 38 919 | 38 881 | 41 060 | 41 543 |

## 经济
布龙是一个区域性的中心城市，当地共有各类用人单位5,239家，其中98.57%为中小型企业（PME），平均历史为13年，餐饮和社会服务是当地的主要就业岗位类型。

## 财政收入
2018年，布龙的财政收入总额为44,909,900欧元，财政支出总额为40,491,000欧元，当年的债务总额为15,170,600欧元。
2014年，布龙的人均收入总额为2,547欧元，其中高职人员为4,204欧元，普通职员为1,910欧元。
2016年，布龙境内的青壮年（15至64岁）失业率为15,2%，当地1.977的家庭拥有纳税资格。

## 社会事务

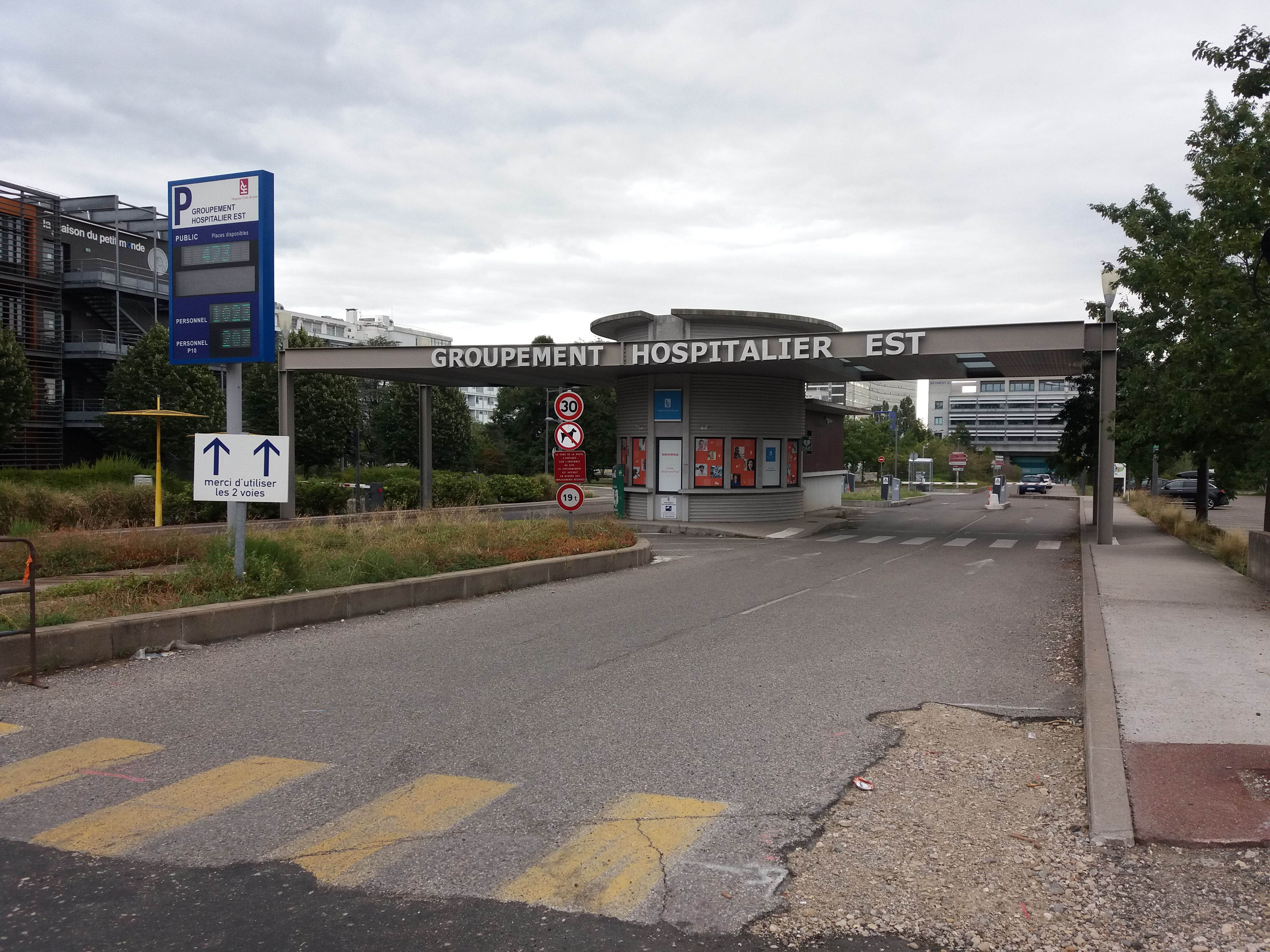
位于布龙的里昂东区医院

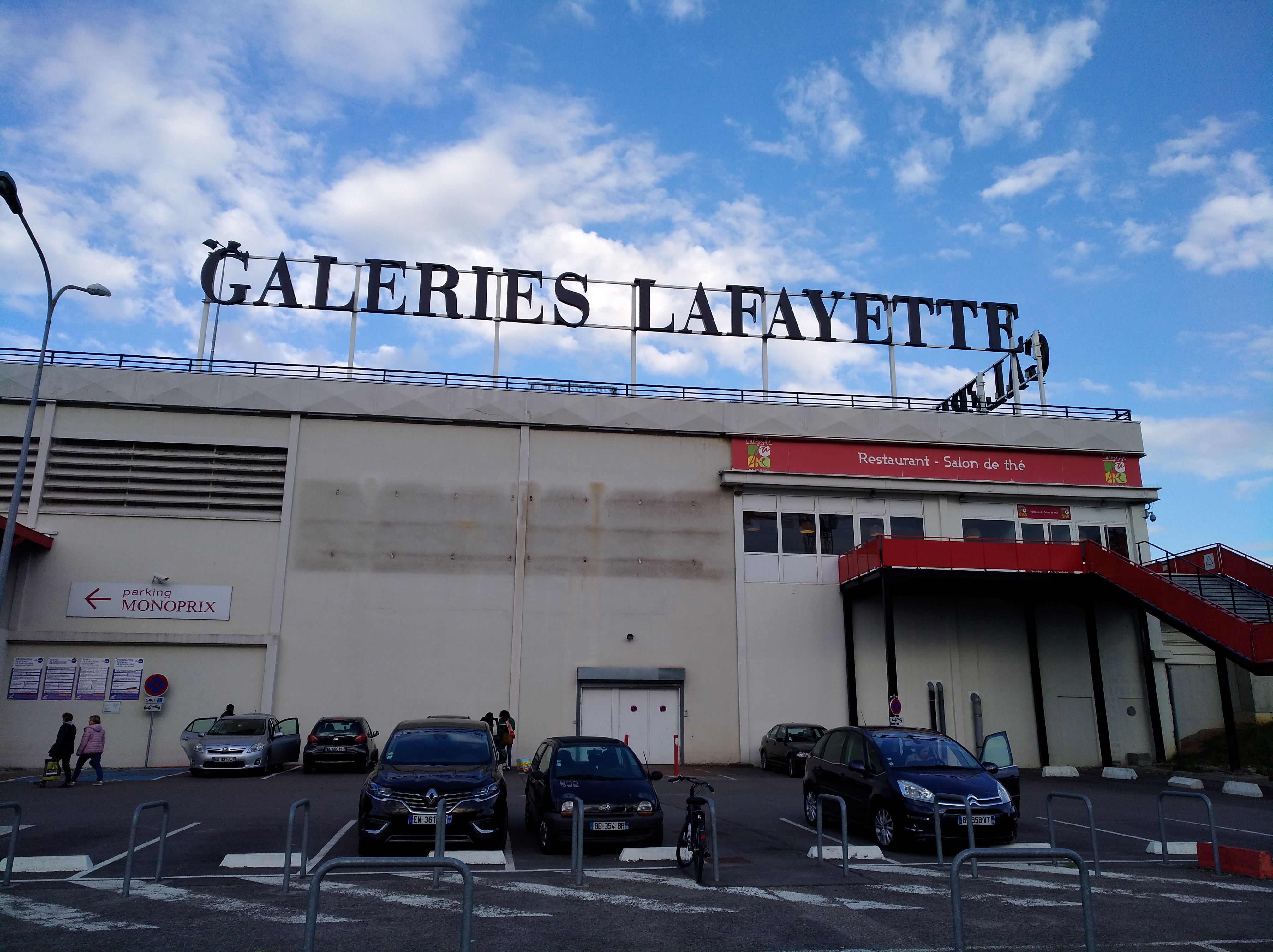
布龙境内的一处百货商场

### 教育
布龙属于属于里昂学区。截止2018年1月1日，布龙境内共有7所幼儿园、11所小学、3所初级中学、1所普通高中和2所职业高中。。 2018至2019学年度，布龙境内共有学生2823名。
在高等教育方面，里昂第二大学在布龙设有一个校区；此外隶属于法国环境部的综合整治学院也位于布龙境内。

### 医疗
截止2017年1月1日，布龙境内共有全科医生36名、保健师35名、牙医34名、护士35名、耳科医生4名、眼科医生3名、皮肤科医生1名、助产士3名、儿科医生3名和妇科医生2名。境内共有药房15家，养老院4家，残疾人帮扶中心5家。
里昂人民医院下属的东区医院以及里昂妇女儿童医院位于布龙境内。

### 住房
2015年，布龙境内共有各类住房18,547套，其中92.1%为常住房屋。布龙境内主要分布集中式居民区

### 商业
2017年，布龙境内共有各类商铺2,145家，其中餐饮服务类807家。市区东南部建有大型开放式商业街区。

### 体育
2017年，布龙境内共有3家游泳池、9间健身房、3座综合体育场、16处网球场、5处足球或橄榄球场以及4处篮球或排球场。

### 环境
布龙的环境事务由其所属的公共社区负责。2017年，布龙境内共有3家污染企业。

### 治安
2014年，布龙及附近地区共发生各类案件85,167起，其中盗窃类案件53,082起，经济类案件6,990起，毒品交易类案件6,761起。

## 文化

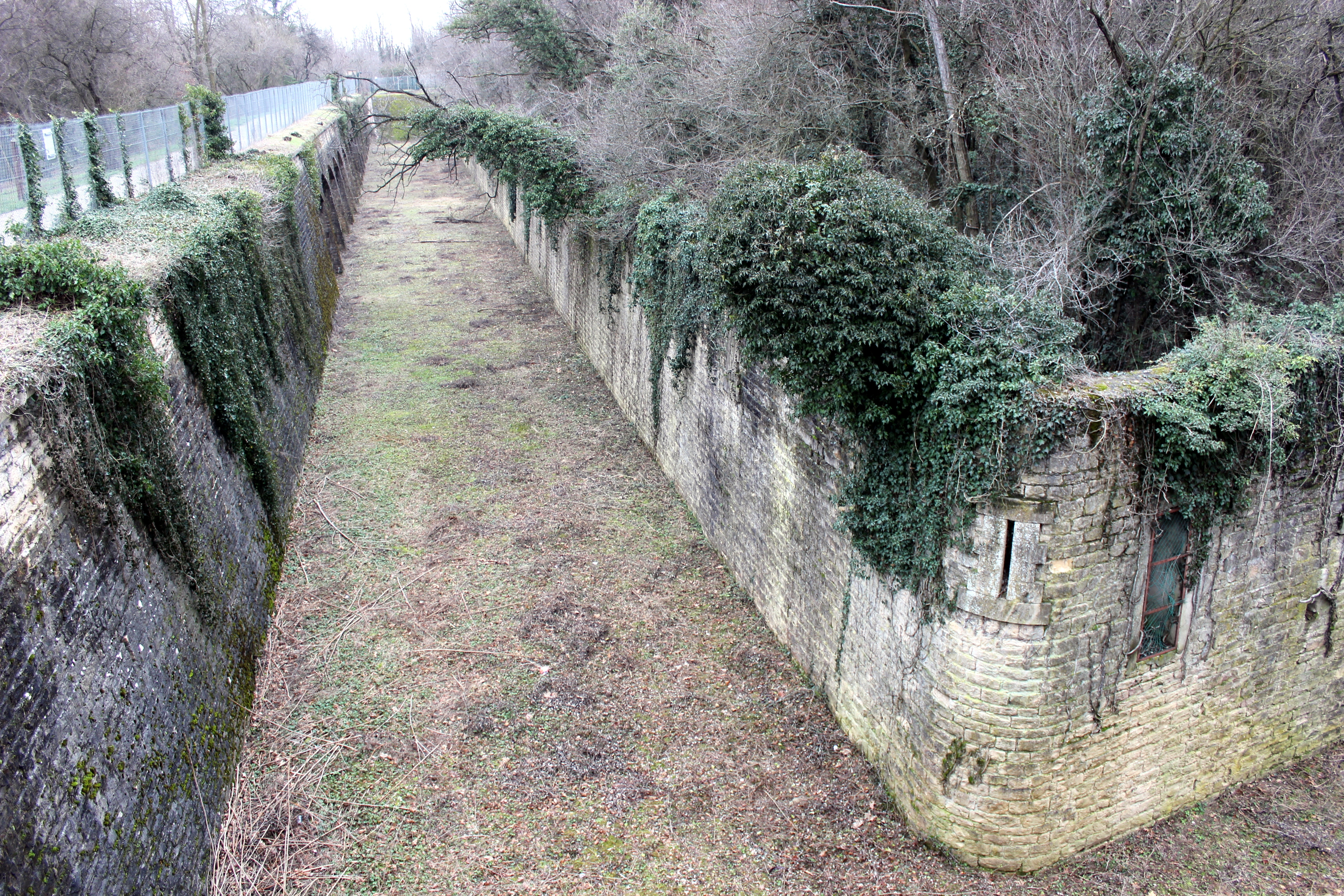
布龙城墙旧址

2017年，布龙境内共有1个剧场和1个电影院。

### 建筑
布龙境内有多处法国国家文物保护单位，其中布龙宅邸建于中世纪中后期，是当地历史最久远的建筑；布龙城堡则为里昂城市防御工事的一部分。

### 旅游
2018年，布龙境内共有12个宾馆共计771间房间。

### 媒体
法国主要的媒体均可在布龙接收，法国电视三台下属的奥弗涅-罗讷-阿尔卑斯大区频道在部分时段播出布龙所属区域的地方新闻。

## 相关人物
前法国国家足球队运动员卡里姆·本泽马在布龙境内度过了其童年，并曾效力于当地的布龙-特拉永足球队（SC Bron Terraillon）。

## 友好城市
截至2020年4月，布龙共与4座城市互为友好城市关系：
- 德国 魏恩加滕
- 德国 格里马
- 苏格兰 坎伯諾爾德
- 西班牙 塔拉韦拉-德拉雷纳